# Xero (EP)
Xero ist die erste Veröffentlichung der US-amerikanischen Nu-Metal-Band Linkin Park, die bis dato noch Xero hieß. Die EP wurde 1997 aufgenommen und 1998 als Demo an eine Plattenfirma gesendet. Sie war das einzige Werk, das mit Mark Wakefield aufgenommen wurde, der – nachdem Xero keinen Plattenvertrag erhielt – die Band wieder verließ.

## Entstehung
Nach Gründung der Band Xero 1996 nahm man ein Jahr später ein selbstbetiteltes Demo-Tape auf. Das Stück Rhinestone fand später in kaum veränderter Form unter dem Titel Forgotten seinen Weg auf das Linkin-Park-Debütalbum Hybrid Theory. Stick N Move war Grundlage für das spätere Runaway von Linkin Park, des Weiteren wurde eine Instrumentalversion des Stücks aus dem Jahr 1998 auf der EP Underground 9 – Demos veröffentlicht. Reading My Eyes kam gelegentlich auch auf Live-Konzerten von Linkin Park zur Aufführung.
Ursprünglich umfassten die Aufnahmen zur EP sechs Songs. Esaul wurde später von Linkin Park als A Place for My Head neu eingespielt und veröffentlicht, Pictureboard blieb aus rechtlichen Gründen bis 2020 unveröffentlicht.

## Covergestaltung
Das ursprüngliche Cover zeigte eine Schwarz-Weiß-Aufnahme eines Einkaufswagens. Dies wurde später durch ein Design von Mike Shinoda und Joe Hahn ersetzt und zeigt ein Baby. Ein ähnliches Motiv wurde auch zwei Jahre später für die Hybrid Theory EP genutzt. Das Baby-Cover ist auch im 2001 gedrehten Musikvideo zu Linkin Parks Papercut zu sehen.

## Titelliste
| Seite | # | Titel           | Länge | Songwriter                                          |
| ----- | - | --------------- | ----- | --------------------------------------------------- |
| A     | 1 | Rhinestone      | 3:38  | Brad Delson, Joe Hahn, Mike Shinoda, Mark Wakefield |
| A     | 2 | Reading My Eyes | 2:56  | Mike Shinoda, Mark Wakefield                        |
| B     | 3 | Fuse            | 3:18  | Mike Shinoda, Mark Wakefield                        |
| B     | 4 | Stick N Move    | 2:41  | Mike Shinoda, Mark Wakefield                        |